# Natalie Böttner
'Natalie Böttner' est un cultivar de rosier obtenu en 1909 par le rosiériste allemand Johannes Böttner. Il est issu du croisement 'Frau Karl Druschki' (hybride remontant, Lambert, 1895) x 'Goldelse' (hybride de thé, Hinner, 1902).

## Description
Cet hybride de thé a obtenu un certain succès au début du XXe siècle grâce à la couleur jaune pâle aux nuances crème de ses fleurs, couleur encore rare à l'époque et à ses qualités extrêmement florifères que l'on retrouve chez ses ascendants. Le cœur des fleurs est d'un jaune plus soutenu et les pétales deviennent crème au fur et à mesure. Elles sont plutôt grosses, doubles (17-25 pétales), fleurissant en solitaire sur un long pédoncule, ou en petits bouquets, peu parfumées. La floraison est légèrement remontante.
Le buisson est fort vigoureux. Cette variété est bien résistante au froid (-20°). Il semble qu'elle ne soit plus commercialisée.